# Ivan Vyleta
Ivan Vyleta (31. srpen 1942 – 14. říjen 2003) byl český policista, v letech 1992–1993 policejní ředitel a policejní prezident Policie České republiky.

## Život
Od 17. prosince 1963 byl veden ve svazku 26779 jako spolupracovník vojenské kontrarozvědky, části Státní bezpečnosti (StB), která se zabývala působením vnitřního nepřítele v Československé lidové armádě.
V roce 1965 nastoupil jako řadový příslušník k Veřejné bezpečnosti na Místní oddělení VB Malá Strana v Praze. Při zaměstnání studoval Právnickou fakultu Univerzity Karlovy, v té době pracoval na oddělení vyšetřování VB v Praze 1. Roku 1969 přešel na 1. oddělení odboru vyšetřování VB Praha město, který vyšetřoval nejzávažnější zločiny. V roce 1972 ukončil studia a podal přihlášku do Komunistické strany Československa, po jejím přijetí se stal kandidátem strany. Zhruba v té době emigroval jeho bratr do Německa. Když jeho přihláška po dvou letech kandidátství neuspěla, složil v roce 1974 rigorozum a v červenci 1975 od Sboru národní bezpečnosti odešel.
Po odchodu pracoval od roku 1976 jako právník a od roku 1985 jako produkční v Krátkém filmu Praha, který vedl Kamil Pixa, zástupce velitele I. sektoru Hlavní správy StB.
V březnu 1991 se vrátil k policii a stal se náčelníkem tehdejší Správy vyšetřování VB České republiky. V létě se změnil název úřadu i funkcí a Ivan Vyleta se tak stal ředitelem Úřadu vyšetřování České republiky. Jeho práce na úřadu je hodnocena jako kvalifikovaná, možná i díky zkušenostem z pracovní stáže v Louisianě se během jeho působení zvedla úroveň vyšetřování.
Dne 1. září 1992 byl Ivan Vyleta jmenován policejním ředitelem Policie České republiky, od ledna 1993 se název funkce změnil na policejního prezidenta. S jeho působením je spojen brutální zásah policie proti demonstrantům během Velké pardubické, vyčítána je mu také malá ochota komunikovat s podřízenými. Na vlastní žádost byl odvolán Janem Rumlem k 23. dubnu 1993.